# National Premier League 2024-2025
La National Premier League 2024-2025 è stata la cinquantunesima edizione della massima serie del campionato giamaicano di calcio. Il campionato è iniziato il 15 settembre 2024 e si è concluso il 24 maggio 2025.
Il Cavalier era la squadra campione in carica, avendo conquistato il suo terzo titolo nazionale nella stagione 2023-2024, e si è riconfermato vincendo il suo quarto campionato. 

## Stagione

### Novità
Dalla stagione precedente sono stati retrocessi Treasure Beach e Lime Hall, ultime due classificate della stagione regolare. Al loro posto dalla Second Division sono state promosse Chapelton Maroons, di ritorno dopo una sola stagione di campionato cadetto e Racing United, al debutto in massima serie.

### Formula
Le 14 squadre partecipanti giocano un girone di andata e ritorno, per un totale di 26 giornate. Al termine della stagione regolare, le prime 6 classificate si qualificano per i play-off, che con tre turni ad eliminazione diretta con gare di andata e ritorno decretano la squadra campione di Giamaica e qualificata alle competizioni CONCACAF. Le prime due classificate della stagione regolare sono automaticamente qualificati per le semifinali, mentre le squadre dal terzo al sesto posto giocano il primo turno, dal quale escono le altre due semifinaliste.
Le ultime due classificate della stagione regolare sono invece retrocesse nelle divisioni inferiori.

## Squadre partecipanti
| Club              | Città           | Stagione precedente                                     |
| ----------------- | --------------- | ------------------------------------------------------- |
| Arnett Gardens    | Kingston        | 5° in National Premier League - semifinali dei play-off |
| Cavalier          | Saint Ann's Bay | 2° in National Premier League - vincitore dei play-off  |
| Chapelton Maroons | Chapelton       | Second Division                                         |
| Dunbeholden       | Dunbeholden     | 8° in National Premier League                           |
| Harbour View      | Kingston        | 12° in National Premier League                          |
| Humble Lions      | May Pen         | 10° in National Premier League                          |
| Molynes United    | Kingston        | 11° in National Premier League                          |
| Montego Bay Utd   | Montego Bay     | 7° in National Premier League                           |
| Mount Pleasant    | Kingston        | 1° in National Premier League - finale dei play-off     |
| Portmore Utd      | Portmore        | 4° in National Premier League - 1º turno dei play-off   |
| Racing United     | Portmore        | Second Division                                         |
| Tivoli Gardens    | Kingston        | 3° in National Premier League - semifinali dei play-off |
| Vere United       | May Pen         | 9° in National Premier League                           |
| Waterhouse        | Kingston        | 6° in National Premier League - 1º turno dei play-off   |

## Classifica

### Stagione regolare
|  | Pos. | Squadra           | Pt | G  | V  | N  | P  | GF | GS | DR  |
|  | ---- | ----------------- | -- | -- | -- | -- | -- | -- | -- | --- |
|  | 1.   | Mount Pleasant    | 93 | 39 | 29 | 6  | 4  | 94 | 21 | +73 |
|  | 2.   | Arnett Gardens    | 76 | 39 | 22 | 10 | 7  | 74 | 39 | +35 |
|  | 3.   | Montego Bay Utd   | 75 | 39 | 21 | 12 | 6  | 62 | 28 | +34 |
|  | 4.   | Cavalier          | 69 | 39 | 18 | 15 | 6  | 65 | 43 | +22 |
|  | 5.   | Portmore Utd      | 66 | 39 | 18 | 12 | 9  | 46 | 25 | +21 |
|  | 6.   | Tivoli Gardens    | 58 | 39 | 15 | 13 | 11 | 61 | 48 | +13 |
|  | 7.   | Waterhouse        | 58 | 39 | 16 | 10 | 13 | 44 | 42 | +2  |
|  | 8.   | Racing United     | 51 | 39 | 13 | 12 | 14 | 43 | 50 | -7  |
|  | 9.   | Chapelton Maroons | 37 | 39 | 9  | 10 | 20 | 36 | 59 | -23 |
|  | 10.  | Dunbeholden       | 37 | 39 | 10 | 7  | 22 | 34 | 67 | -33 |
|  | 11.  | Harbour View      | 36 | 39 | 9  | 9  | 21 | 38 | 58 | -20 |
|  | 12.  | Molynes United    | 35 | 39 | 9  | 8  | 22 | 40 | 76 | -36 |
|  | 13.  | Humble Lions      | 33 | 39 | 7  | 12 | 20 | 34 | 65 | -31 |
|  | 14.  | Vere United       | 23 | 39 | 5  | 8  | 26 | 32 | 82 | -50 |

Legenda:
      Ammessa ai Play-off.
 Retrocessione diretta.

## Play-off

### Primo turno
| Squadra 1      | Totale | Squadra 2       | Andata | Ritorno |
| -------------- | ------ | --------------- | ------ | ------- |
| Tivoli Gardens | 2 - 3  | Montego Bay Utd | 1 - 2  | 1 - 1   |
| Portmore Utd   | 1 - 2  | Cavalier        | 1 - 1  | 0 - 1   |

### Semifinali
| Squadra 1       | Totale | Squadra 2      | Andata | Ritorno |
| --------------- | ------ | -------------- | ------ | ------- |
| Arnett Gardens  | 1 - 2  | Cavalier       | 1 - 1  | 0 - 1   |
| Montego Bay Utd | 1 - 2  | Mount Pleasant | 1 - 1  | 1 - 1   |

### Finale
| Kingston 24 maggio 2025, ore 19:30 UTC-5     | Cavalier             | 0 – 0 (d.c.r.) referto | Mount Pleasant | Independence Park |
| \| \| \| \| \| \| Tiri di rigore 4 – 3 \| \| |                      |                        |                |                   |
|                                              |                      |                        |                |                   |
|                                              | Tiri di rigore 4 – 3 |                        |                |                   |